# Ballspielverein Borussia 09 Dortmund 1981-1982
Questa voce raccoglie le informazioni riguardanti il Ballspielverein Borussia 09 Dortmund nelle competizioni ufficiali della stagione 1981-1982.

## Stagione
Nella stagione 1981-1982 il Borussia Dortmund, allenato da Branko Zebec, concluse il campionato di Bundesliga al 6º posto. In Coppa di Germania il Borussia Dortmund fu eliminato al terzo turno dal Bayern Monaco.

## Rosa
| N. |                     | Ruolo | Calciatore           |
| -- | ------------------- | ----- | -------------------- |
|    | Germania (bandiera) | P     | Horst Bertram        |
|    | Germania (bandiera) | P     | Eike Immel           |
|    | Germania (bandiera) | D     | Horst Freund         |
|    | Germania (bandiera) | D     | Herbert Hein         |
|    | Germania (bandiera) | D     | Lothar Huber         |
|    | Germania (bandiera) | D     | Meinolf Koch         |
|    | Germania (bandiera) | D     | Ralf Loose           |
|    | Germania (bandiera) | D     | Rolf Rüssmann        |
|    | Germania (bandiera) | D     | Jürgen Sobieray      |
|    | Germania (bandiera) | D     | Franz-Josef Tenhagen |
|    | Germania (bandiera) | D     | Hans-Joachim Wagner  |

| N. |                     | Ruolo | Calciatore            |
| -- | ------------------- | ----- | --------------------- |
|    | Islanda (bandiera)  | C     | Magnús Bergs          |
|    | Germania (bandiera) | C     | Siegfried Bönighausen |
|    | Germania (bandiera) | C     | Theo Schneider        |
|    | Germania (bandiera) | C     | Miroslav Votava       |
|    | Germania (bandiera) | C     | Michael Zorc          |
|    | Germania (bandiera) | A     | Rüdiger Abramczik     |
|    | Germania (bandiera) | A     | Manfred Burgsmüller   |
|    | Germania (bandiera) | A     | Heinz-Werner Eggeling |
|    | Turchia (bandiera)  | A     | Erdal Keser           |
|    | Germania (bandiera) | A     | Bernd Klotz           |

## Organigramma societario
Area tecnica
- Allenatore: Branko Zebec
- Allenatore in seconda: Rolf Bock, Rainer Ohlhauser
- Preparatore dei portieri:
- Preparatori atletici:

## Calciomercato

### Sessione estiva
| Acquisti | Acquisti              | Acquisti                     | Acquisti |
| R.       | Nome                  | da                           | Modalità |
| -------- | --------------------- | ---------------------------- | -------- |
| A        | Heinz-Werner Eggeling | Uerdingen 05                 |          |
| A        | Bernd Klotz           | Stoccarda                    |          |
| D        | Ralf Loose            | Borussia Dortmund (juniores) |          |
| D        | Franz-Josef Tenhagen  | Bochum                       |          |

| Cessioni | Cessioni         | Cessioni               | Cessioni |
| R.       | Nome             | a                      | Modalità |
| -------- | ---------------- | ---------------------- | -------- |
| C        | Werner Schneider | Hertha Berlino         |          |
| A        | Atli Eðvaldsson  | Fortuna Düsseldorf     |          |
| A        | Peter Geyer      | Eintracht Braunschweig |          |
| C        | Rudolf Wabra     | Norimberga             |          |
| A        | Ralf Augustin    | Alemannia Aquisgrana   |          |
| D        | Norbert Dörmann  | Alemannia Aquisgrana   |          |
| C        | Paul Holz        | Bocholt                |          |

### Sessione invernale
| Acquisti | Acquisti | Acquisti | Acquisti |
| R.       | Nome     | da       | Modalità |
| -------- | -------- | -------- | -------- |

| Cessioni | Cessioni | Cessioni | Cessioni |
| R.       | Nome     | a        | Modalità |
| -------- | -------- | -------- | -------- |

## Risultati

### Bundesliga

#### Girone di andata
| Arbitro: | Ross |

|            |           |  |
| Bonhof 69’ | Marcatori |  |

| Arbitro: | Heitmann |

|  |           |                            |
|  | Marcatori | 18’ Borchers 47’ Nachtweih |

| Arbitro: | Klauser |

|                         |           |                              |
| Bastrup 49’ Hartwig 75’ | Marcatori | 23’ Burgsmüller 45’ Rüssmann |

| Arbitro: | Eschweiler |

|                           |           |            |
| Burgsmüller 11’ Klotz 28’ | Marcatori | 78’ Dubski |

| Arbitro: | Affolter |

|  |           |                              |
|  | Marcatori | 17’ Burgsmüller 64’ Sobieray |

| Arbitro: | Tritschler |

|                               |           |                          |
| Burgsmüller 46’ Abramczik 52’ | Marcatori | 33’ Wuttke 36’, 38’ Mill |

| Arbitro: | Redelfs |

|           |           |                |
| Riedl 87’ | Marcatori | 6’ Burgsmüller |

| Arbitro: | Engel |

|                           |           |  |
| Klotz 13’ Burgsmüller 46’ | Marcatori |  |

| Arbitro: | Ahlenfelder |

|                        |           |                   |
| Glowacz 39’ Økland 69’ | Marcatori | 21’ (aut.) Klimke |

| Arbitro: | Huster |

|                                                 |           |  |
| Rüssmann 49’ Burgsmüller 61’, 72’ Abramczik 83’ | Marcatori |  |

| Arbitro: | Kasperowski |

|                         |           |  |
| Kostedde 19’ Gruber 47’ | Marcatori |  |

| Arbitro: | Linn |

|                                                          |           |                       |
| Rüssmann 22’ Burgsmüller 42’ Votava 80’ Huber 85’ (rig.) | Marcatori | 40’ Bommer 71’ Allofs |

| Arbitro: | Gabor |

|  |           |                   |
|  | Marcatori | 52’, 72’ Rüssmann |

| Arbitro: | Niebergall |

|              |           |                         |
| Eggeling 17’ | Marcatori | 35’ Worm 46’ Tripbacher |

| Arbitro: | Correll |

|                         |           |                         |
| Abramczik 22’ Huber 38’ | Marcatori | 61’ Melzer 74’ Hofeditz |

| Bochum 12 dicembre 1981, ore 15:30 CET 16ª giornata | Bochum | 0 – 0 referto | Borussia Dortmund | Ruhrstadion (30 000 spett.)\| Arbitro: \| Pauly \| |
| Arbitro:                                            | Pauly  |               |                   |                                                    |

| Arbitro: | Retzmann |

|                                         |           |          |
| Burgsmüller 45’ Votava 67’ Rüssmann 69’ | Marcatori | 50’ Heck |

#### Girone di ritorno
| Arbitro: | Hennig |

|           |           |  |
| Klotz 81’ | Marcatori |  |

| Arbitro: | Gabor |

|                    |           |                                          |
| Rüssmann 6’ (aut.) | Marcatori | 11’ Klotz 28’, 80’ Burgsmüller 75’ Huber |

| Arbitro: | Schmidhuber |

|                           |           |                               |
| Keser 17’ Burgsmüller 40’ | Marcatori | 51’, 65’ Bastrup 82’ Hrubesch |

| Arbitro: | Klauser |

|             |           |                    |
| Büssers 16’ | Marcatori | 3’ Loose 58’ Klotz |

| Arbitro: | Redelfs |

|                           |           |                                          |
| Burgsmüller 10’ Keser 61’ | Marcatori | 28’ (rig.) Six 37’ Allgöwer 74’ Hadewicz |

| Arbitro: | Messmer |

|  |           |              |
|  | Marcatori | 28’ Rüssmann |

| Arbitro: | Roth |

|                           |           |  |
| Keser 37’, 85’ Votava 51’ | Marcatori |  |

| Arbitro: | Huster |

|                                     |           |                 |
| Hoeneß 49’, 85’ Breitner 80’ (rig.) | Marcatori | 62’ Burgsmüller |

| Arbitro: | Ermer |

|                      |           |  |
| Burgsmüller 62’, 84’ | Marcatori |  |

| Arbitro: | Umbach |

|            |           |                                             |
| Wagner 49’ | Marcatori | 68’ Abramczik 83’ Schneider 88’ Burgsmüller |

| Arbitro: | Messmer |

|                 |           |  |
| Burgsmüller 88’ | Marcatori |  |

| Düsseldorf 23 aprile 1982, ore 20:00 CEST 29ª giornata | Fortuna Düsseldorf | 0 – 0 referto | Borussia Dortmund | Rheinstadion (16 500 spett.)\| Arbitro: \| Schmidhuber \| |
| Arbitro:                                               | Schmidhuber        |               |                   |                                                           |

| Arbitro: | Horeis |

|                                             |           |  |
| Koch 36’, 41’ Abramczik 58’ Burgsmüller 65’ | Marcatori |  |

| Arbitro: | Ross |

|  |           |                 |
|  | Marcatori | 42’ Burgsmüller |

| Arbitro: | Brückner |

|                         |           |                 |
| Hofeditz 25’ Hübner 87’ | Marcatori | 66’ Burgsmüller |

| Arbitro: | Hennig |

|                                     |           |                       |
| Rüssmann 63’ Eggeling 69’ Klotz 85’ | Marcatori | 8’ Bittorf 39’ Patzke |

| Arbitro: | Linn |

|                                           |           |  |
| Weyerich 8’ Reinhardt 41’ Heidenreich 56’ | Marcatori |  |

### Coppa di Germania
| Arbitro: | Meijerink |

|  |           |                                              |
|  | Marcatori | 32’, 39’ Burgsmüller 65’ Schneider 76’ Klotz |

| Arbitro: | Eli |

|              |           |                                           |
| Leonhard 84’ | Marcatori | 1’, 77’ Burgsmüller 10’ Tenhagen 43’ Koch |

| Arbitro: | Linn |

|                                                       |           |  |
| Beierlorzer 13’ Dremmler 29’ Rummenigge 71’ Kraus 87’ | Marcatori |  |

## Statistiche

### Statistiche di squadra
| Competizione      | Punti | In casa | In casa | In casa | In casa | In casa | In casa | In trasferta | In trasferta | In trasferta | In trasferta | In trasferta | In trasferta | Totale | Totale | Totale | Totale | Totale | Totale | DR  |
| Competizione      | Punti | G       | V       | N       | P       | Gf      | Gs      | G            | V            | N            | P            | Gf           | Gs           | G      | V      | N      | P      | Gf     | Gs     | DR  |
| ----------------- | ----- | ------- | ------- | ------- | ------- | ------- | ------- | ------------ | ------------ | ------------ | ------------ | ------------ | ------------ | ------ | ------ | ------ | ------ | ------ | ------ | --- |
| Bundesliga        | 41    | 17      | 11      | 1       | 5       | 38      | 21      | 17           | 7            | 4            | 6            | 21           | 19           | 34     | 18     | 5      | 11     | 59     | 40     | +19 |
| Coppa di Germania | -     | 0       | 0       | 0       | 0       | 0       | 0       | 3            | 2            | 0            | 1            | 8            | 5            | 3      | 2      | 0      | 1      | 8      | 5      | +3  |
| Totale            | 41    | 17      | 11      | 1       | 5       | 38      | 21      | 20           | 9            | 4            | 7            | 29           | 24           | 37     | 20     | 5      | 12     | 67     | 45     | +22 |

### Andamento in campionato
| Giornata  | 1  | 2  | 3  | 4  | 5  | 6  | 7  | 8  | 9  | 10 | 11 | 12 | 13 | 14 | 15 | 16 | 17 | 18 | 19 | 20 | 21 | 22 | 23 | 24 | 25 | 26 | 27 | 28 | 29 | 30 | 31 | 32 | 33 | 34 |
| --------- | -- | -- | -- | -- | -- | -- | -- | -- | -- | -- | -- | -- | -- | -- | -- | -- | -- | -- | -- | -- | -- | -- | -- | -- | -- | -- | -- | -- | -- | -- | -- | -- | -- | -- |
| Luogo     | T  | C  | T  | C  | T  | C  | T  | C  | T  | C  | T  | C  | T  | C  | C  | T  | C  | C  | T  | C  | T  | C  | T  | C  | T  | C  | T  | C  | T  | C  | T  | T  | C  | T  |
| Risultato | P  | P  | N  | V  | V  | P  | N  | V  | P  | V  | P  | V  | V  | P  | N  | N  | V  | V  | V  | P  | V  | P  | V  | V  | P  | V  | V  | V  | N  | V  | V  | P  | V  | P  |
| Posizione | 14 | 16 | 17 | 13 | 10 | 12 | 13 | 10 | 11 | 9  | 12 | 9  | 7  | 8  | 8  | 7  | 7  | 7  | 6  | 6  | 6  | 6  | 6  | 6  | 6  | 5  | 5  | 4  | 5  | 4  | 4  | 4  | 4  | 6  |

Legenda:

Luogo: C = Casa; T = Trasferta. Risultato: V = Vittoria; N = Pareggio; P = Sconfitta.

### Statistiche dei giocatori
| Giocatore      | Bundesliga | Bundesliga | Bundesliga  | Bundesliga | Coppa di Germania | Coppa di Germania | Coppa di Germania | Coppa di Germania | Totale   | Totale | Totale      | Totale     |
| Giocatore      | Presenze   | Reti       | Ammonizioni | Espulsioni | Presenze          | Reti              | Ammonizioni       | Espulsioni        | Presenze | Reti   | Ammonizioni | Espulsioni |
| -------------- | ---------- | ---------- | ----------- | ---------- | ----------------- | ----------------- | ----------------- | ----------------- | -------- | ------ | ----------- | ---------- |
| R. Abramczik   | 30         | 5          | 0           | 0          | 3                 | 0                 | 0                 | 0                 | 33       | 5      | 0           | 0          |
| M. Bergs       | 0          | 0          | 0           | 0          | 0                 | 0                 | 0                 | 0                 | 0        | 0      | 0           | 0          |
| H. Bertram     | 0          | 0          | 0           | 0          | 0                 | 0                 | 0                 | 0                 | 0        | 0      | 0           | 0          |
| M. Burgsmüller | 34         | 22         | 1           | 0          | 3                 | 4                 | 0                 | 0                 | 37       | 26     | 1           | 0          |
| S. Bönighausen | 11         | 0          | 0           | 0          | 1                 | 0                 | 0                 | 0                 | 12       | 0      | 0           | 0          |
| H. Eggeling    | 10         | 2          | 0           | 0          | 2                 | 0                 | 1                 | 0                 | 12       | 2      | 1           | 0          |
| A. Eðvaldsson  | 2          | 0          | 0           | 0          | 0                 | 0                 | 0                 | 0                 | 2        | 0      | 0           | 0          |
| H. Freund      | 0          | 0          | 0           | 0          | 1                 | 0                 | 0                 | 0                 | 1        | 0      | 0           | 0          |
| P. Geyer       | 2          | 0          | 0           | 0          | 0                 | 0                 | 0                 | 0                 | 2        | 0      | 0           | 0          |
| H. Hein        | 4          | 0          | 0           | 0          | 1                 | 0                 | 0                 | 0                 | 5        | 0      | 0           | 0          |
| L. Huber       | 34         | 3          | 2           | 0          | 3                 | 0                 | 0                 | 0                 | 37       | 3      | 2           | 0          |
| E. Immel       | 34         | 0          | 0           | 0          | 3                 | 0                 | 0                 | 0                 | 37       | 0      | 0           | 0          |
| E. Keser       | 15         | 4          | 0           | 0          | 0                 | 0                 | 0                 | 0                 | 15       | 4      | 0           | 0          |
| B. Klotz       | 33         | 6          | 3           | 0          | 2                 | 1                 | 0                 | 0                 | 35       | 7      | 3           | 0          |
| M. Koch        | 31         | 2          | 0           | 0          | 3                 | 1                 | 0                 | 0                 | 34       | 3      | 0           | 0          |
| R. Loose       | 19         | 1          | 0           | 0          | 1                 | 0                 | 0                 | 0                 | 20       | 1      | 0           | 0          |
| R. Rüssmann    | 34         | 8          | 1           | 0          | 3                 | 0                 | 0                 | 0                 | 37       | 8      | 1           | 0          |
| T. Schneider   | 5          | 1          | 0           | 0          | 3                 | 1                 | 0                 | 0                 | 8        | 2      | 0           | 0          |
| W. Schneider   | 1          | 0          | 0           | 0          | 1                 | 0                 | 0                 | 0                 | 2        | 0      | 0           | 0          |
| J. Sobieray    | 12         | 1          | 1           | 0          | 3                 | 0                 | 0                 | 0                 | 15       | 1      | 1           | 0          |
| F. Tenhagen    | 34         | 0          | 2           | 0          | 3                 | 1                 | 0                 | 0                 | 37       | 1      | 2           | 0          |
| M. Votava      | 34         | 3          | 3           | 0          | 3                 | 0                 | 1                 | 0                 | 37       | 3      | 4           | 0          |
| H. Wagner      | 3          | 0          | 0           | 0          | 0                 | 0                 | 0                 | 0                 | 3        | 0      | 0           | 0          |
| M. Zorc        | 9          | 0          | 1           | 0          | 0                 | 0                 | 0                 | 0                 | 9        | 0      | 1           | 0          |